# کامالامای
کامالامای (به لاتین: Kamalamai) یک شهرداری در نپال است که در استان شماره ۳ واقع شده‌است. کامالامای ۳۹٬۴۱۳ نفر جمعیت دارد.